# Antipodocottus megalops
Antipodocottus megalops és una espècie de peix pertanyent a la família dels còtids.

## Hàbitat
És un peix mar i batidemersal que viu entre 400-600 m de fondària.

## Distribució geogràfica
Es troba al Pacífic sud-occidental: Nova Zelanda.

## Observacions
És inofensiu per als humans.